# مارك ستيفن فوكس
مارك ستيفن فوكس (بالإنجليزية: Mark Stephen Fox)‏ هو عالم حاسوب كندي، ولد في 9 مايو 1952.